# Andrew R. George
Andrew R. George   (1955) és un assiriòleg i acadèmic britànic més conegut per la seva edició i traducció de l' Epopeia de Guilgameix. Andrew George és professor de babilònic al Departament de Llengües i Cultures del Pròxim i Mitjà Orient a l'Escola d'Estudis Orientals i Africans de la Universitat de Londres.

## Biografia
Andrew George va estudiar assiriologia a la Universitat de Birmingham (1973-1979).
El 1985 va presentar la seva tesi doctoral, Babylonian Topographic Texts, a la Universitat de Londres sota la direcció del professor Wilfred G. Lambert.
Des de 1983 és professor de llengua i literatura accàdia i sumèria a la School of Oriental and African Studies (SOAS) de la Universitat de Londres. Després va començar a ensenyar Llengua i Literatura Babilònica a aquesta Universitat.
El seu llibre més conegut és una traducció de l' Epopeia de Guilgameix editat per a Penguin Classics (2000).
Ha estat elegit membre honorari de la American Oriental Society (2012). És antic professor visitant a la Universitat de Heidelberg (2000), membre del prestigiós Institut d'Estudis Avançats de la Universitat de Princeton (2004-2005) i investigador associat a la Universitat Rikkyo de Tòquio (2009).

## Obres publicades (selecció)
- House Most High: The Temples of Ancient Mesopotamia (en anglès). vol. 5: Mesopotamian Civilizations.  Eisenbrauns, 1993. ISBN 0-931464-80-3.
- The Epic of Gilgamesh: The Babylonian Epic Poem and Other Texts in Akkadian and Sumerian (en anglès).  Londres: Penguin Books, 2000. ISBN 0-14-044721-0.
- The Babylonian Gilgamesh Epic: Critical Edition and Cuneiform Texts (en anglès).  Oxford University Press, 2003. ISBN 0-19-814922-0.
- Babylonian Literary Texts (2009), Cuneiform Royal Inscriptions (2011), Babylonian Divinatory Texts (2013) i Assyrian Archival Documents publicats en Schøyen Collection (2017), Capital Decisions Ltd. (anglès)

## Coeditor de revista
De 1994 a 2011 Andrew R. George va ser coeditor de la revista arqueològica Iraq Archaeological Journal.